# Ahold Delhaize
Ahold Delhaize, «Ахолд Делезе» — нидерландская компания, управляющая супермаркетами и предприятиями электронной коммерции. В 21 компании работают более 375 000 сотрудников в 6500 магазинах в 11 странах (2000 магазинов в США). Форматы включают супермаркеты, мини-маркеты, гипермаркеты, интернет-магазины, непродовольственные товары онлайн, аптеки и винные магазины. Образована в 2016 году слиянием нидерландской Ahold с бельгийской Delhaize Group.
Международная штаб-квартира Ahold Delhaize находится в Зандаме, Нидерланды. Представлена в США, Нидерландах, Бельгии, Чехии, Греции, Люксембурге, Румынии и Сербии. Участвует в совместных предприятиях в Индонезии и Португалии.
В списке крупнейших компаний мира Forbes Global 2000 за 2021 год заняла 258-е место (75-е по размеру выручки, 416-е по чистой прибыли, 717-е по активам и 657-е по рыночной капитализации).

## История
История Ahold началась в 1887 году, когда Альберт Хейн (Albert Heijn) открыл свою первую бакалейную лавку в Остзане, Северная Голландия; к концу Первой мировой войны его сеть насчитывала 50 магазинов. В 1948 году компания Albert Heijn разместила свои акции на бирже и в 1950-х годах начала развивать сеть магазинов самообслуживания. В 1969 году был открыт первый винный магазин сети Alberto. В 1971 году был открыт первый гипермаркет Miro, а в 1972 году была куплена конкурирующая сеть Simon de Wit. В 1973 году компания изменила своё название на Ahold, тогда же начала развиваться сеть аптек Etos. В 1976 году компания вышла на рынок Испании, открыв супермаркет Cadadia близ Мадрида. В 1977 году за 60 млн долларов была куплена сеть Bi-Lo с 98 магазинами в штатах Северная и Южная Каролина и Джорджия (США). В 1981 году позиции в США были укреплены покупкой сети Giant Food Stores с 29 супермаркетами в Пенсильвании. В 1985 году испанский филиал был продан. В 1988 году операции в США были удвоены покупкой компании First National Supermarkets. В 1991 году был открыт первый супермаркет сети Euronova в Чехии, а в 1992 году создано совместное предприятие в Португалии. В этот же период были сделаны ещё две покупки в США, Topps Markets в 1991 году и Red Food Stores в 1994 году. В 1996 году была куплена компания Stop & Shop Companies с оборотом 4,1 млрд долларов в год; эта покупка вывела Ahold в пятёрку крупнейших операторов сетей супермаркетов в США. В 2003 году контролирующие органы США и Нидерландов уличили компанию в искажении финансовой отчётности, за чем последовали отставка высшего руководства и целая серия судебных исков.
Компания Delhaize была основана в 1867 году Жюлем Делезе (Jules Delhaize) в Шарлеруа (Бельгия); в качестве логотипа было взято изображение льва, такого же, как на гербе Бельгии. Компания создала сеть бакалейных магазинов и снабжающий их крупный склад. В 1883 году штаб-квартира была перенесена в Брюссель, также в это время компания начала выпускать собственную продукцию. В конце 1930-х годов у компании было 750 магазинов по всей Бельгии, а также в Бельгийском Конго. В 1957 году компания открыла первый в Европе супермаркет, сделанный по образцу американских, к середине 1970-х годов их у компании было уже 80. В 1970-х годах в Бельгии, как и в других странах Европы, были введены ограничения на рост сетей супермаркетов, что вынудило Delhaize к расширению в другие форматы торговли (аптеки, мини-маркеты) и на другие рынки, в первую очередь США. В 1974 году была куплена компания Food Town с 22 супермаркетами в Северной и Южной Каролине; в 1983 году название этой компании было изменено на Food Lion, её сеть к этому времени разрослась до 225 супермаркетов. Позже в 1980-х годах была куплена ещё одна сеть в США, Food Giant. В 1991 году был открыт первый супермаркет компании в Чехии, названный Delvita, в 1992 году эта сеть начала развиваться и в Словакии. Также в 1991 году была куплена греческая сеть Alpha-Beta Vassilopoulos с 15 супермаркетами в Афинах и окрестностях. В 1996 году была куплена флоридская сеть Kash n' Karry, а также были созданы филиалы в Таиланде и Индонезии. В 1999 году присутствие в Чехии и Славакии было расширено покупкой сети Interkontakt, а в 2000 году была куплена румынская сеть Mega-Image. В июле 2000 года за 3,3 млрд долларов была куплена компания Hannaford Bros. с 152 магазинами на северо-востоке США; эта покупка вывела Delhaize на 6-е место среди торговых сетей США с 1200 магазинами. В 2001 году акции дочерней компании Delhaize America были размещены на Нью-Йоркской фондовой бирже. В 2005 году была куплена бельгийская сеть магазинов Cash Fresh.
В июле 2015 года было достигнуто соглашение о слиянии Ahold с Delhaize Group. Объединённую компанию возглавил Дик Боэр (Dick Boer), до этого возглавлявший Ahold. В 2020 году была куплена компания FreshDirect, занимающаяся торговлей продуктами питания через интернет.

## Деятельность
Объём продаж в 2021 году составил 75,6 млрд евро, из них 10,4 млрд евро пришлось на онлайн-торговлю, 45,5 млрд евро в США и 30,1 млрд евро в Европе. 7452 магазина, из них 2048 в США и 5404 в Европе, кроме этого имеются совместные предприятия Super Indo в Индонезии и Pingo Doce в Португалии.
Основные торговые сети:
- США
  - Food Lion — 1104 магазина;
  - Stop & Shop — 406 магазинов;
  - The GIANT Company — 190 магазинов (включая аптеки и автозаправки);
  - Hannaford — 184 магазина;
  - Giant Food — 164 магазина;
  - FreshDirect — торговля онлайн;
  - Peapod Digital Labs, Retail Business Services, ADUSA Supply Chain — логистика;
- Европа:
  - Albert Heijn — 1122 магазина, Нидерланды и Бельгия;
  - bol.com — онлайн-торговля в Нидерландах и Бельгии;
  - Etos — 527 аптек в Нидерландах;
  - Gall & Gall — 609 винных магазинов в Нидерландах;
  - Delhaize, AD Delhaize, Proxy Delhaize и Shop & Go — 834 магазина в Бельгии и Люксембурге;
  - Albert — 334 магазина в Чехии;
  - Alfa Beta Vassilopoulos — 592 магазина в Греции;
  - Mega Image, Shop & Go и Gusturi Românești — 920 магазинов в Румынии;
  - Delhaize Serbia — 466 магазинов в Сербии;
  - European Business Services — логистика и другие услуги торговым предприятиям.

|                     | 2012  | 2013  | 2014  | 2015  | 2016  | 2017  | 2018  | 2019  | 2020  | 2021  |
| ------------------- | ----- | ----- | ----- | ----- | ----- | ----- | ----- | ----- | ----- | ----- |
| Оборот              | 32,68 | 32,62 | 32,77 | 38,20 | 49,70 | 62,89 | 62,79 | 66,26 | 74,74 | 75,60 |
| Чистая прибыль      | 0,915 | 2,537 | 0,594 | 0,851 | 0,830 | 1,817 | 1,780 | 1,766 | 1,397 | 2,246 |
| Активы              | 14,57 | 15,14 | 14,14 | 15,88 | 36,28 | 33,87 | 39,83 | 41,49 | 40,69 | 45,71 |
| Собственный капитал | 5,146 | 6,520 | 4,844 | 5,621 | 16,28 | 15,17 | 14,21 | 14,08 | 12,43 | 13,72 |
| Рын. капитализация  | 10,6  | 13,0  | 12,1  | 15,9  | 25,5  | 22,5  | 24,9  | 24,8  | 24,2  | 30,5  |